# تاريخ رومانيا منذ 1989

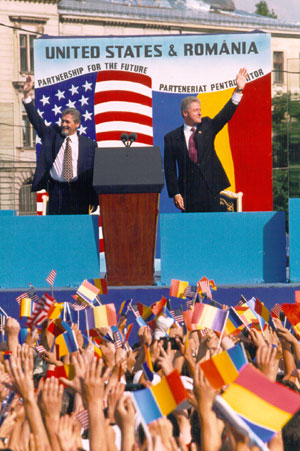

بعد إعدام نيكولاي تشاوتشيسكو في الثورة الرومانية (ديسمبر 1989)، صارت السلطة إلى «جبهة الإنقاذ الوطني» الرومانية بقيادة إيون إيليسكو. وحولت جبهة الإنقاذ الوطني نفسها إلى حزب سياسي، واكتسحت الانتخابات العامة في مايو 1990، وصار إيليسكو رئيسًا. شهدت الشهور الأولى احتجاجات واحتجاجات مضادة عنيفة،
شارك فيها عمال مناجم «وادي جيو» الفحمية وغيرهم.
تبنَّت الحكومة برنامجًا للخصخصة والإصلاحات الاقتصادية الخاصة بالسوق الحر، مُنتَهِجة نهجًا تدرُّجيًّا بدل العلاج بالصدمة. استمرت الإصلاحات الاقتصادية، وإن ظل النمو الاقتصادي طفيفًا حتى القرن الحادي والعشرين. وأما الإصلاحات الاجتماعية بعد الثورة فتضمنت: تخفيف القيود التي كانت مفروضة على منع الحمل والإجهاض. ولاحقًا أجرت الحكومات تغييرات سياسية اجتماعية أكثر.
وأما الإصلاحات السياسية فقامت على دستور ديمقراطي جديد اتُّخذ في 1991. وفي هذا العام انقسمت جبهة الإنقاذ الوطني، فكان هذا بداية فترة حكومات ائتلافية، فترة استمرت إلى عام 2000 حين رجع الحزب الديمقراطي الاشتراكي (اسمه الآن: حزب الديمقراطية الاشتراكية في رومانيا) إلى السلطة وصار إيليسكو رئيسًا مرة أخرى (وكان رئيس الوزراء أدريان ناستاسه). خسرت هذه الحكومة في انتخابات 2004 وسط مزاعم وجود فساد، وأعقبتها ائتلافات غير مستقرة تعرضت لمزاعم شبيهة.
في هذه الفترة اندمجت رومانيا في الغرب أكثر وأكثر، فصارت عضوًا في الناتو في 2004، وفي الاتحاد الأوروبي في 2007.

## الثورة
في 1989 كان سقوط الشيوعية في أوروبا الشرقية. وفي منتصف ديسمبر قامت احتجاجية في تيميشوارا على طرد وزير مجري (لاسلو توكيش)، ثم تحولت إلى احتجاج على نظام تشاوتشيسكو، احتجاج غطى البلد كله وانتزع السلطة من الدكتاتور.
في 21 ديسمبر حشد الرئيس نيكولاي تشاوتشيسكو أجهزته في اجتماع جماهيري في قلب بوخارست، محاولًا استمالة الرأي العام إلى تأييد نظامه، ومستهجنًا الاحتجاجات الجماهيرية في تيميشوارا. أعاد هذا الاجتماع ذكرى الاجتماع الجماهيري (1968) الذي ندد فيه تشاوتشيسكو بغزو حلف وارسو لتشيكوسلوفاكيا، لكن في هذه المرة غضب الشعب واندلعت أعمال شغب. وفي الأسبوع اللاحق سادت الفوضى وقتال الشوارع، ومات نحو 1,051 إنسانًا على وجه التقدير، ولم يُعرف عددهم الحقيقي حتى الآن، ولا عُرفت هويات الجناة -يُدعَون «الإرهابيين» حتى الآن-. قُبض على تشاوتشيسكو في ترجوفيشت، وأُعدم هو وزوجته في 25 ديسمبر بعد محاكمة مستعجلة في محكمة الكنغر (محكمة صورية).
في الثورة الرومانية استحوذت على السلطة «جبهة الإنقاذ الوطني»، وهي جماعة ضمت المنشقّين، سواء من داخل الحزب الشيوعي أم من غير المنتسبين إليه. وسرعان ما تولّت مسؤولية استعادة النظام المدني، واتخذت من فورها تدابير بدَت ديمقراطية. حُظر الحزب الشيوعي مِن ثَم، وتُرُوجع عن أغلب التدابير التي كان تشاوتشيسكو اتخذها ولم تحظ بشعبية، كحظر الإجهاض ومنع الحمل.

## 1990–1996
بعد الثورة تشكلت عدة أحزاب زعمت أنها تَخلُف أحزابًا كانت قائمة قبل الحرب العالمية الثانية، وكان أنْجحها: حزب القرويين القومي الديمقراطي المسيحي، والحزب الليبرالي القومي، والحزب الديمقراطي الاشتراكي الروماني. وتألفت قياداتها من أناس كانوا سجناء سياسيين في خمسينيات القرن العشرين، ومهاجرين عادوا إلى الوطن، وأشخاص لم ينتسبوا إلى الحزب الشيوعي. فكان رد جبهة الإنقاذ الوطني أنْ أعلنت أنها ستشارك في الانتخابات بوصفها حزبًا سياسيًّا. فأدى إعلانها هذا إلى سلسلة مظاهرات ضد الحكومة في بوخارست. وتفاقمت الأزمة بحملات صحفية، فقد شنت الصحف -المؤيدة للحكومة والمعارِضة- هجمات شديدة، كل منها يحاول تشويه الطرف المقابل. لكن كان لجبهة الإنقاذ الوطني هيكل تنظيمي أفضل وسيطرة على الحكومة، فاستغلت الصحافة الحكومية لصالحها. ونظمت أيضًا مظاهرات مضادة، حاصدة تأييد عمال الياقات الزرقاء بعديد من مصانع بوخارست. وعندما بدأ المحتجون المضادون للحكومة يهاجمون البرلمان، هرع مزيد من الجماعات العمالية من جميع أنحاء البلد إلى بوخارست لحماية الحكومة الضعيفة، وأبرز تلك الجماعات كان جماعة عمال مناجم الفحم بوادي جيو، المشهورة في رومانيا بإضرابها ضد نظام تشاوتشيسكو في 1977. هاجم العمال مكاتب الأحزاب المعارضة، قبل أن تتدخل الحكومة وتسترد النظام. وعُرفت تلك الأحداث بـ«المِينِرْياد الأول».
وفي 28 فبراير -بعد أقل من شهر- انتهت مظاهرة أخرى مضادة للحكومة في بوخارست بمواجهة بين المتظاهرين وعمال مناجم الفحم، لكن في هذه المرة بدأ عدة أشخاص يقذفون المبنى الحكومي بالأحجار على رغم نداءات المتظاهرين بالسلمية، فتدخلت قوات الجيش وشرطة مكافحة الشغب لاسترداد النظام، وهرع في تلك الليلة إلى بوخارست 4,000 من عمال المناجم. وتُدعى هذه الحادثة «مِينِرياد فبراير 1990».
في 20 مايو 1990 أُجريت الانتخابات الرئاسية والبرلمانية، وفاز إيليسكو بنحو 90% من الأصوات الشعبية وصار أول رئيس منتخَب لرومانيا، وحصلت جبهة الإنقاذ الوطني على ثُلثي المقاعد البرلمانية، وصار رئيس الوزراء بيتري رومان (كان أستاذًا في جامعة بوليتكنك بوخارست، وابنًا لمسؤول شيوعي ومحارب قديم في الحرب الأهلية الإسبانية). تعهدت الحكومة الجديدة –التي ضمت بعض أعضاء الحزب الشيوعي السابقين– بإجراء بعض إصلاحات السوق الحر.
أثناء الحملة الانتخابية لربيع 1990 نظَّمت الأحزاب المعارضة اعتصامًا كبيرًا في قلب بوخارست، عُرف لاحقًا بـ«غولَنياد». بعدما فازت جبهة الإنقاذ الوطني بأغلبية ساحقة، تفرق معظم متظاهري بوخارست، لكن أصر أقل من 100 شخص على البقاء في الميدان. بعد أسبوعين من الانتخابات حاولت الشرطة إخلاء الميدان منهم وإعادة حركة المرور، لكن قُوبِلت محاولتها بالعنف، وهُوجم عدد من مؤسسات الدولة (منها: شرطة بوخارست ووزارة الداخلية). فدعا الرئيس إيون إيليسكو الشعب الروماني إلى المجيء لحماية الحكومة. وكانت أول جماعة مستجيبة هي عمال مناجم وادي جيو، وهذا أدى إلى أحداث مِينِرياد يونيو 1990. واجهت هذه الجماعة وغيرها المتظاهرين، وأخلت الميدان منهم بالقوة. وبعد هدوء الموقف أعلن الرئيس إيليسكو شكره لعمال المناجم على ما بذلوه لإعادة النظام إلى بوخارست، وطلب منهم العودة إلى وادي جيو. عارض العمال الصورة التي رسمتها وسائل الإعلام المحلية والدولية لموقفهم في تلك الأحداث، وزعموا أن أغلب العنف كان من عملاء حكوميين يؤججون الحشود. وبسبب هذه المزاعم وما صاحبها من شكوك شعبية في تسلسُل الأحداث وتنظيمها، فُتحت عدة تحقيقات، منها تحقيقات برلمانية. وانكشف في التحقيقات تورُّط أفراد من أجهزة الاستخبارات في تحريض المتظاهرين والعمال والتلاعب بهم. ثم اكتشفت محكمة بوخارستيّة في يونيو 1994 تورُّط ضابطَين سابقين بالشرطة السرية الرومانية في سرقة 100,000 دولار من بيت قيادي سياسي مُعارض.
في ديسمبر 1991 وُضع دستور جديد، واعتُمد لاحقًا بعد استفتاء شعبي. وفي مارس 1992 انقسمت جبهة الإنقاذ الوطني إلى حزبين: جبهة الإنقاذ الوطني الديمقراطية (بقيادة إيون إيليسكو)، والحزب الديمقراطي (بقيادة بيتري رومان). وفي سبتمبر 1992 فاز إيليسكو في الانتخابات الرئاسية بفرق كبير، وفاز حزبه (جبهة الإنقاذ الوطني الديمقراطية) في الانتخابات العامة التي أُجريت في الوقت نفسه. في 1992 تأسست حكومة جديدة بدعم برلماني من «حزب الوحدة الوطنية الروماني» القومي و«حزب رومانيا العظمى» و«حزب العمال الاشتراكي»، بقيادة رئيس الوزراء نيكولاي فاكارويو (اقتصادي كان أحد البيروقراطيين في حكومة تشاوتشيسكو). وقد اتخذت هذه الحكومة خطوات محدودة نحو تحرير السوق، فبدأت برنامج خصخصة، وعززت علاقاتها مع الناتو والاتحاد الأوروبي والسوق الأوروبية المشتركة. وفي يوليو 1993 غيرت جبهة الإنقاذ الوطني الديمقراطية اسمها إلى «حزب الديمقراطية الاشتراكية في رومانيا» بعدما اندمجت فيها أحزاب أصغر، وقد انفضّ هذا التحالف قبل انتخابات نوفمبر 1996. تزامن هذا مع إفلاس مشروع كاريتاس للتسويق الهرمي (فضيحة كبيرة شهدتها رومانيا حينئذ).